# Stefan Oster
Stefan Oster SDB (ur. 3 czerwca 1965 w Ambergu) – niemiecki biskup rzymskokatolicki, biskup diecezjalny Pasawy od 2014.

## Życiorys
Święcenia kapłańskie otrzymał 24 czerwca 2001 w zgromadzeniu salezjanów. Pracował na salezjańskiej uczelni w Benediktbeuern jako wykładowca filozofii (2003-2009) i dogmatyki (2009-2014).
4 kwietnia 2014 papież Franciszek mianował go biskupem diecezjalnym diecezji pasawskiej. Sakry udzielił mu 24 maja 2014 arcybiskup metropolita Monachium – kardynał Reinhard Marx.
Od 2016 jest przewodniczącym Komisji ds. Młodzieży przy Konferencji Episkopatu Niemiec.

## Publikacje
W języku polskim ukazały się: 
- Credo. Żyć wyznaniem wiary każdego dnia, Kraków 2021.